# Dème de Vardoúsia
Le dème  de Vardoúsia, en grec moderne : Δήμος Βαρδουσίων / Dímos Vardousíon, est un dème du district régional de Phocide, en Grèce-Centrale. Depuis 2010, le dème est fusionné au sein du dème de Doride.
Selon le recensement de 2011, la population du dème s'élève à 1 391 habitants.